# THE CHERRY COKE$
THE CHERRY COKE$（ザ・チェリーコークス）は、アイリッシュミュージックとPunk Rockを基とし、様々な民族楽器を取り入れ演奏される音楽 アイリッシュ・パンク のバンド（曲によっては、世界各国の音楽的要素も奏でられている）。
2018年にはメンバーが中心となりマネジメント会社「ARKLINE Inc.」を設立。愛称はチェリコ（聞くアルコール）。ファンネームは酒クズ。

## バイオグラフィー
1999年に東京で結成。結成して数年はパンク（ストリートパンクやoiなど）、サイコビリー、ラスティック等のアンダーグラウンドなジャンルの中で活動。次第にロック、ミクスチャー、スカ、メロディックパンク、ハードコア、ポップス、ブラスロック、ワールドミュージック等、何でもアリの幅広い分野のイベントに出演し始め、徐々に知名度をあげていく。バンドにとって何よりのターニングポイントだったのはFlogging MollyとThe Casualitiesのジャパンツアーでのツアーサポートだろう。
フジロック・フェスティバル、カウントダウンジャパン、パンクスプリング名古屋公演などの数々の大型フェスに出演。またRancid、Flogging Molly、The Casualities、The Suicide Machines、Murphy's Law、GREENLAND WHALE FISHERS、Blue King Brown、Don Letts等の海外アーティストの来日公演にも多数参加している。
アメリカにおいてFlogging Mollyと共に二大アイリッシュパンクと呼ばれる東海岸はボストンのDropkick Murphys来日公演ツアーファイナルのオープニングアクトも
2005年10月6日渋谷O-EASTにて予定されていたがDropkick Murphysボーカリストの急病により延期され、最終的に来日公演自体が中止となってしまった。
2005年発売の2ndアルバム"ROUSE UP"ではFUJIROCK FESTIVAL'05より交流のあったThe Poguesスパイダーステイシーよりアルバムコメントが寄せられている。
2008年3月には、かねてより交流の深かったロサンゼルスのバンドFlogging Mollyの全米ツアー「Green17tour」に参加。
同年7月にはSTEP UP RECORDSから3枚目となるフルアルバム"Sail The Pint"をリリース（1曲目である"1999"のプロモーションビデオではアメリカツアーでの映像が使われている）。
2012年、マネージメント事務所としてMAD TV ARTISTSに所属することが発表され、同年7月4日に通算5枚目となるアルバム『BLACK REVENGE』を徳間ジャパンよりリリースし、メジャーデビュー。これに伴い、TBS『ライブB♪』や日本テレビ『音龍門』等の民放の番組やnack5、FM-FUJI、InterFM、bayfm等のFM局に積極的に出演。現在さらば青春の光のマネージャーヤマネヒロマサが2016年までマネージャーを務めていた。
2013年6月12日発売の6枚目のアルバム"COLOURS"のツアーファイナルは12月23日に赤坂BLITZにて行われ、2014年5月11日東京キネマ倶楽部にてHIROMITSU、KOYAの脱退ライブが行われた。
2014年7月に新メンバーLFが加入し、東名阪ワンマンツアーを開催。
2015年1月28日
7枚目のアルバム"THE CHERRY COKE$"を発売。メンバーTOMOが懐妊の為、2015年7月17日下北沢GARDENにて脱退ライブが行われた。
2016年2月ソロ・アコーディオン奏者として活動を行っていたMUTSUMIが正式メンバーとして加入。
2017年3月にはアメリカのFlogging Mollyの主催するカリブ海を周遊するクルーズツアー"SALTY DOG CRUISE 2017"ツアーにアジア圏初のバンドとして出演し、世界の名だたるバンドたちと共演した。
2017年12月にDrumsのMOCCHIがかねてより患っていた腰痛を理由に脱退、2018年1月に新DrumsのTOSHIが加入。
2018年6月13日
8thアルバム『THE ANSWER』発売。
2019年10月9日
9thアルバム『OLDFOX』発売。
2023年3月にはFlogging Mollyの主催するカリブ海クルーズツアー"SALTY DOG CRUISE 2023"ツアーに2度目の出演。
2024年1月4日、CAFFEINE BOMB RECORDSに所属することを発表。
2024年9月4日(水)
10thアルバム『LOVE THY DRUNX』発売
2025年2月にFlogging Mollyの主催するカリブ海クルーズツアー"SALTY DOG CRUISE 2025"ツアーに3度目の出演が決定している。
今までにスプリットCDの他、数々のコンピレーションCDやDVDに参加。ライブ活動は全国的に行っており、海外でもライブを行っている。

## メンバー
- KATSUO Vocal,Banjo - (6月5日 / O型 / 東京都出身)
独特なしゃがれ声が印象的。バンドのデザイン関係をほぼ全て手掛けており、バンドの舵取り役。主に作詞担当。
またアパレルブランド"ANIMALIA"のトップデザイナー[2][3]。
- MASAYA Guitar,Irish-Bouzouki,Mandolin,Banjo - (11月14日 / A型 / 埼玉県出身)
THE CHERRY COKE$サウンドのキーマン。幅広いジャンルの音楽への造詣が深く、主に作曲からアレンジまで担当。
- SUZUYO A.Sax,S.Sax,Tin-whistle,Harmonica - (9月30日 / A型 / 神奈川県出身)
様々な楽器を使いこなしボーカルも取り楽曲に彩りを加える。アクセサリーブランド"LOW:00"を立ち上げた。
スズちゃんの愛称で親しまれている。
- LF Bass,Bodhran - (12月9日 / O型 / 東京都出身)
指弾きにこだわりを持ち、笑顔のステージングと三つ編みがトレードマーク。大のネコ好き。KATSUOの昔からの知り合いで2014年加入。
- MUTSUMI Accordion,Keyboards - (12月10日/A型/東京都出身)
RolandのV-Accordionを自在に操り、日本では珍しいボタンアコーディオン奏者。
Roland V-Accordion festivalの日本チャンピオン。 FR-7xb黒.FR-8xb黒と赤を使用。 即興演奏が得意でチャランポランタンのメンバー小春と同級生。 2016年加入。
- TOSHI Drums.- (9月11日/A型/東京都出身)
同姓同名のチェロ奏者「村中俊之」との活動のほか、藤沢朗読劇で有名声優との共演。
ドラマーとして数々のサポートを務める。 過去には田村ゆかり、川嶋あい、徳山秀典、AKIRA、KING、結城リナなどサポートも経験。現在は松浦航大、Uken、シズクノメなど。
ライバーとしても活動中。17LIVEでは新人ライバーの進撃vol.47で男性3位、新人MusicLiverの進撃vol.20で総合5位を獲得。
現在は、17LIVEで知り合ったミュージシャン達で結成したバンド｢リールー（liiloo）｣のメンバーとしても活動。[4]
2017年加入。

## 元メンバー
- RIE A-sax
- YOSSUXI Accordion
- HIROMITSU Bass&Irish-Bouzouki
- KOYA OGATA Tin-whistle&Trumpet
- TOMO Accordion
- MOCCHI Drums

## サウンド
- ボーカル、ギター、ベース、ドラムのロックサウンドに加えティンホイッスル、アコーディオン、ブズーキ、バウロン、バンジョー、ブルースハープ、サックスなど多彩な楽器を取り入れている。

## タイアップ
- 2010年4月4日より「My story 〜まだ見ぬ明日へ〜」（ポニーキャニオン）がNHK BS2、HIヴィジョンにて『モーニング』（講談社）にて2007年より連載されているサッカー漫画『GIANT KILLING』のオープニングテーマ曲としてオンエア。
- 2012年4月20日より、『Bright The Light』（アルバム"BLACK REVENGE"収録）がテレビ東京の『きらきらアフロTM』のエンディングテーマ曲としてオンエア。
- 2013年『Bittersweet summer days』（アルバム"COLOURS"収録）がTBSテレビのスポーツニュース番組『S☆1』のテーマ曲としてオンエア。
- 2015年
  - 『RISE AGAIN』（アルバム"THE CHERRY COKE$"収録）が関西テレビ 『ウラマヨ』、テレビ東京『プレミアMelodix!』のエンディングテーマ曲としてオンエア。
  - 『MAGICAL FANTASY』（アルバム"THE CHERRY COKE$"収録）がテレビ朝日系『ポータル ANNニュース＆スポーツ』にオープニングテーマ曲としてオンエア。
- 2019年4月『Fight For The Pride』（アルバム"THE ANSWER"収録）がテレビ埼玉の浦和レッズ関連番組「REDS TV GGR」テーマソングとしてオンエア。

## ディスコグラフィー

### カセットテープ
- "FIESTA"

1. FIESTA

2005年6月9日渋谷サイクロンにて限定配布
- "デモテープ"

4曲入り
SHITとCHERRY COKESのWネーム

## ディスコグラフィー

### DVD
|     | 発売日        | タイトル                                                 | 規格品番   | 備考            |
| --- | ------------- | -------------------------------------------------------- | ---------- | --------------- |
| 1st | 2010年5月14日 | RASCAL TRAIL                                             | TCCDVD-001 | STEP UP RECORDS |
| 2nd | 2014年5月21日 | "Hoist The Colours tour 2013" THE FINAL at akasaka BLITZ | DHRD-0004  | MAD TV ARTISTS  |

- "CONFLICT FOR FREEDOM 2006~2007"

Shock'80-Issue#1
- "TOO YOUNG TO DIE"

Pro snowborder's video V-0703129

## ミュージックビデオ
| 監督     | 曲名                                                      |
| 小嶋貴之 | 「DRUNKEN PIRATES 〜終わりなき夜の果て〜」                |
| 田澤友和 | 「1999」「Bullet For Vapid Beer」「ILL WEEDS GROW APACE」 |
| 渡辺素雄 | 「KISS IN THE GREEN 〜Drunken lovers nite〜」             |
| 田澤友和 | 「FRIENDS」「Rascal Trail」                               |